# Nicolaas Beets
Nicolaas Beets (Haarlem (Países Bajos), 13 de septiembre de 1814 - Utrecht (Países Bajos), 13 de noviembre de 1903) fue un teólogo y escritor neerlandés. Publicó sus obras bajo el seudónimo "Hildebrand".

## Biografía
Beets nació en Haarlem, siendo hijo de un farmacéutico. Entre 1833 y 1839, estudió teología en la Universidad de Leiden, en donde obtuvo un doctorado.
En 1849, fue ordenado como ministro de la Iglesia reformada neerlandesa en Heemstede. En 1854, se mudó a Utrecht, en donde fue profesor de historia eclesiástica en la Universidad de Utrecht entre 1874 y 1884.
Beets escribió prosa, poesía y sermones. En la poesía, fue influenciado por el Byronismo. Su obra más famosa es Camera Obscura, la cual escribió bajo el seudónimo de Hildebrand durante sus años como estudiante. La primera versión fue publicada en 1839. Durante sus últimos años, continuó añadiendo historias a la obra, por lo que la versión final no estuvo completa hasta 1851.
Beets murió de un accidente cerebrovascular a los 88 años.